# Bahnhof Nürnberg-Neusündersbühl
Der Haltepunkt Nürnberg-Neusündersbühl war ein Bahnhof in Nürnberg, lag an der Bahnstrecke Nürnberg–Bamberg und befand sich im Westen der Stadt im Stadtteil Seeleinsbühl. Er lag nordwestlich der Kreuzung des Frankenschnellwegs mit der Ringstraße und war von 1894 bis 2006 in Betrieb.

## Geschichte
Der Bahnhof wurde am 1. Oktober 1894 von den Königlich Bayerischen Staatseisenbahnen mit Aufnahme des Vorortverkehrs zwischen Nürnberg und Erlangen eröffnet. Seit Anfang der 1990er Jahre hat der „Modell-Eisenbahn-Club Nürnberg e. V.“ sein Vereinsheim im ehemaligen Bahnhofsgebäude.
Im Vorgriff auf die seit 2007 laufenden Bauarbeiten für den viergleisigen Ausbau des Streckenabschnitts Nürnberg – Fürth wurde der Haltepunkt am 10. Dezember 2006 aufgelassen. Begründet wurde die Schließung mit dem nahe gelegenen U-Bahnhof Maximilianstraße und der dadurch geringen Frequentierung des Haltepunkts sowie betrieblichen Zwängen (eingleisige Trasse für die S-Bahn), die sich durch das vorgesehene Betriebsprogramm (20-Minuten-Takt) der S-Bahn-Linie ergeben werden. Die beiden Seitenbahnsteige wurden im Zuge der Bauarbeiten für die beiden zusätzlichen Gleise im Sommer 2008 abgebrochen.
Das neue Empfangsgebäude wurde um 1962 gebaut und ca. 2018 abgerissen. Jetzt steht an der gleichen Stelle ein Betriebsgebäude.

## Bilder

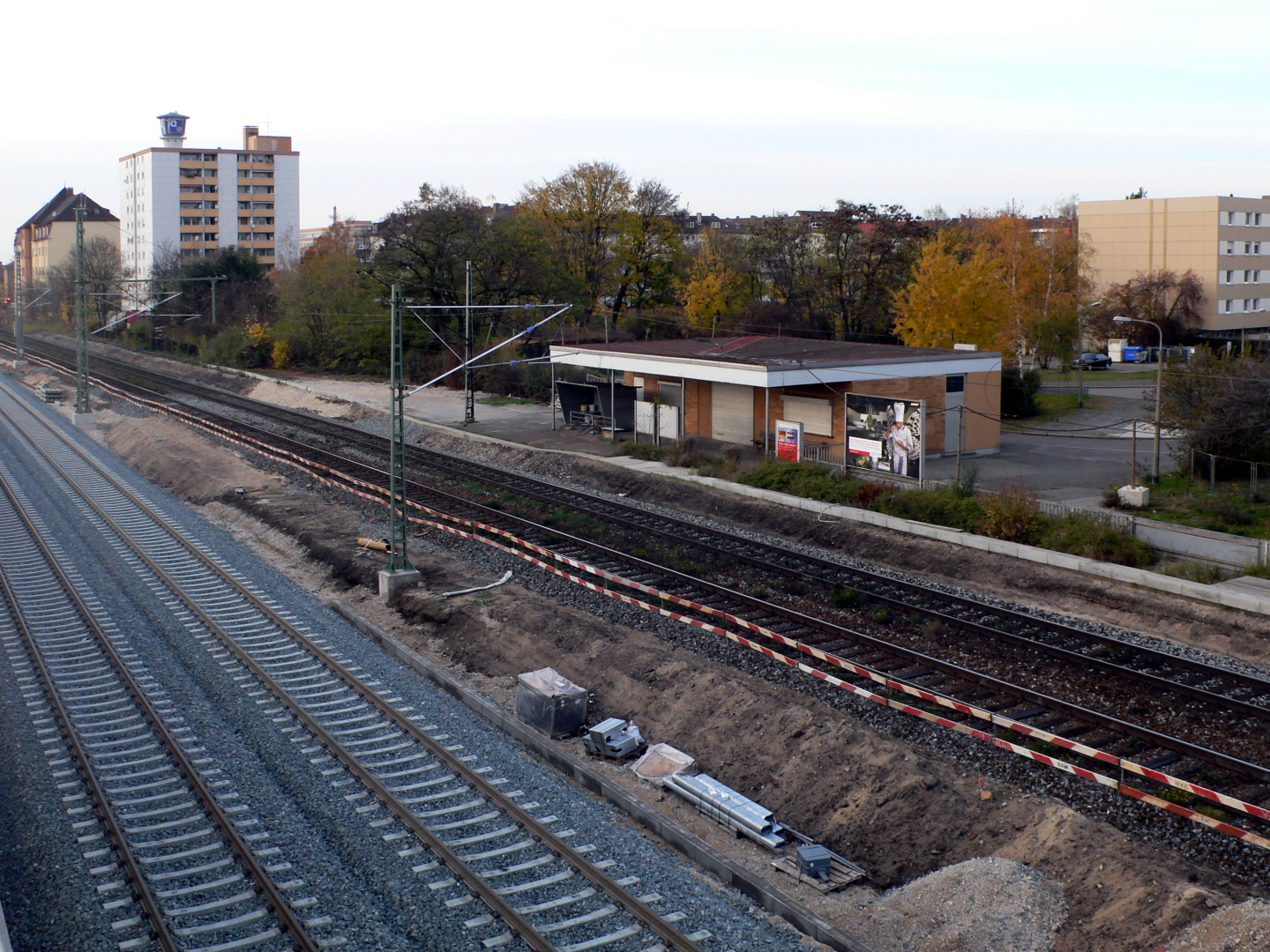
Bahnhof während des Abbruchs
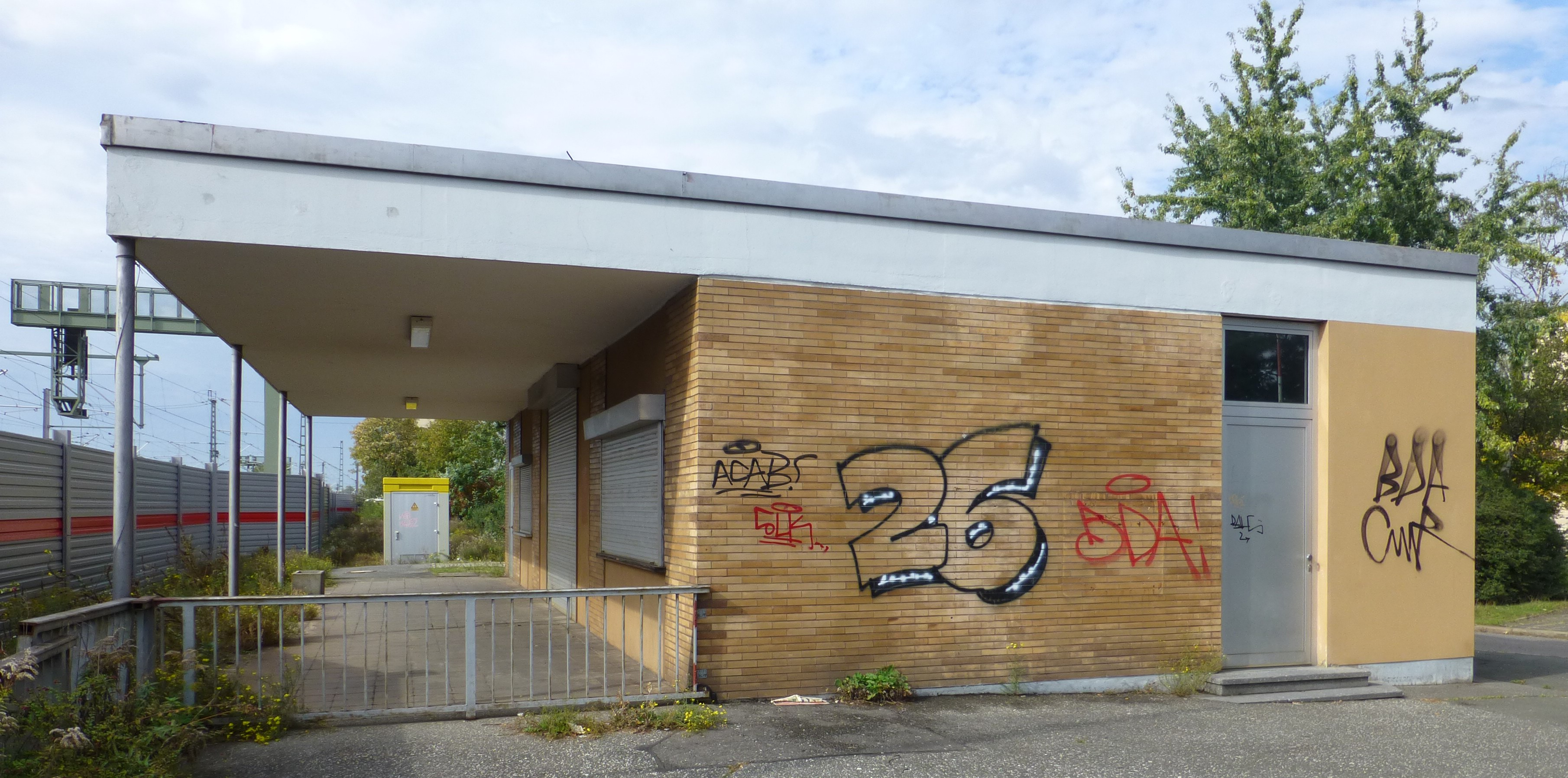
Bahnhof Neusündersbühl
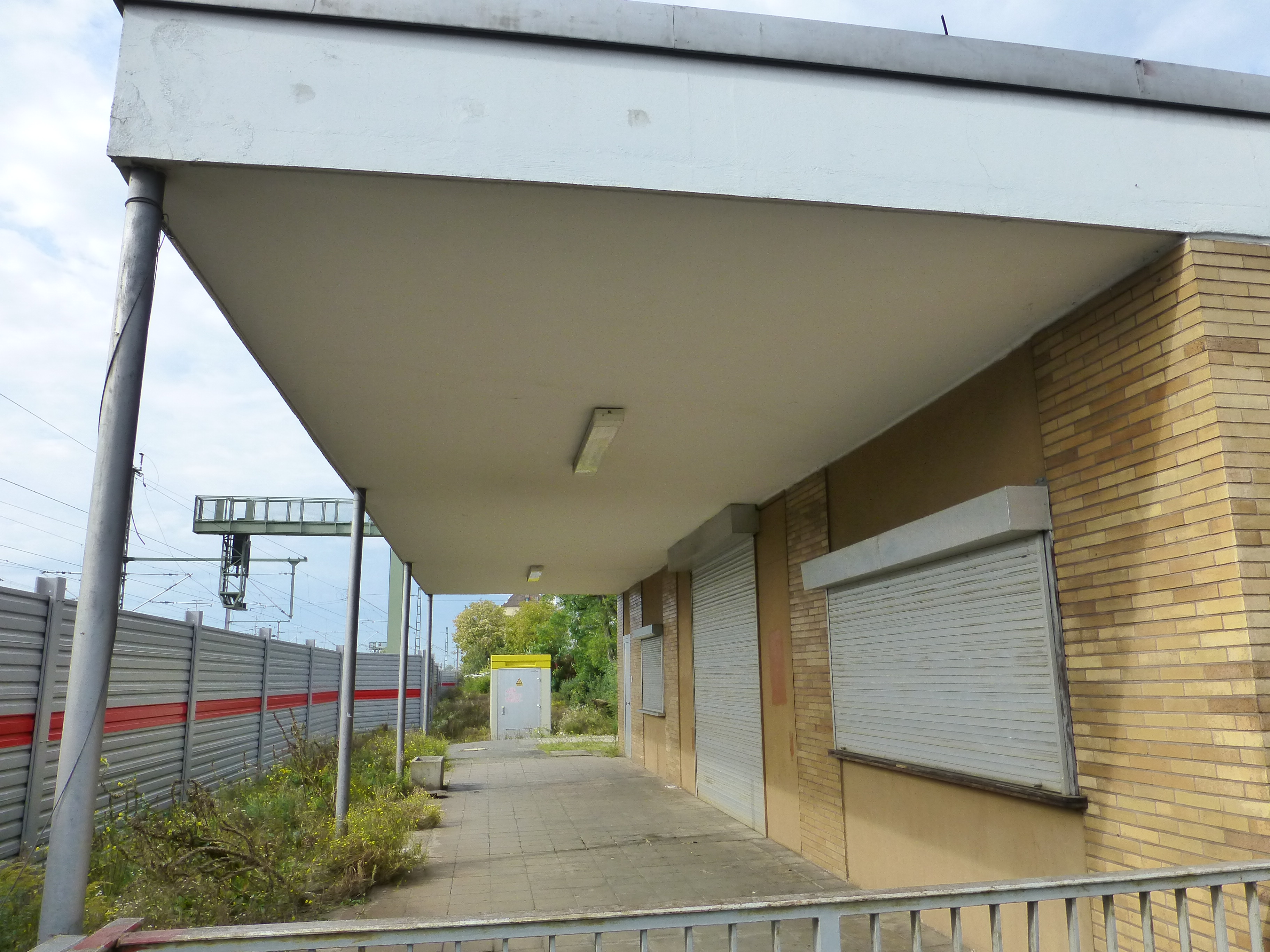
Bahnhof Neusündersbühl
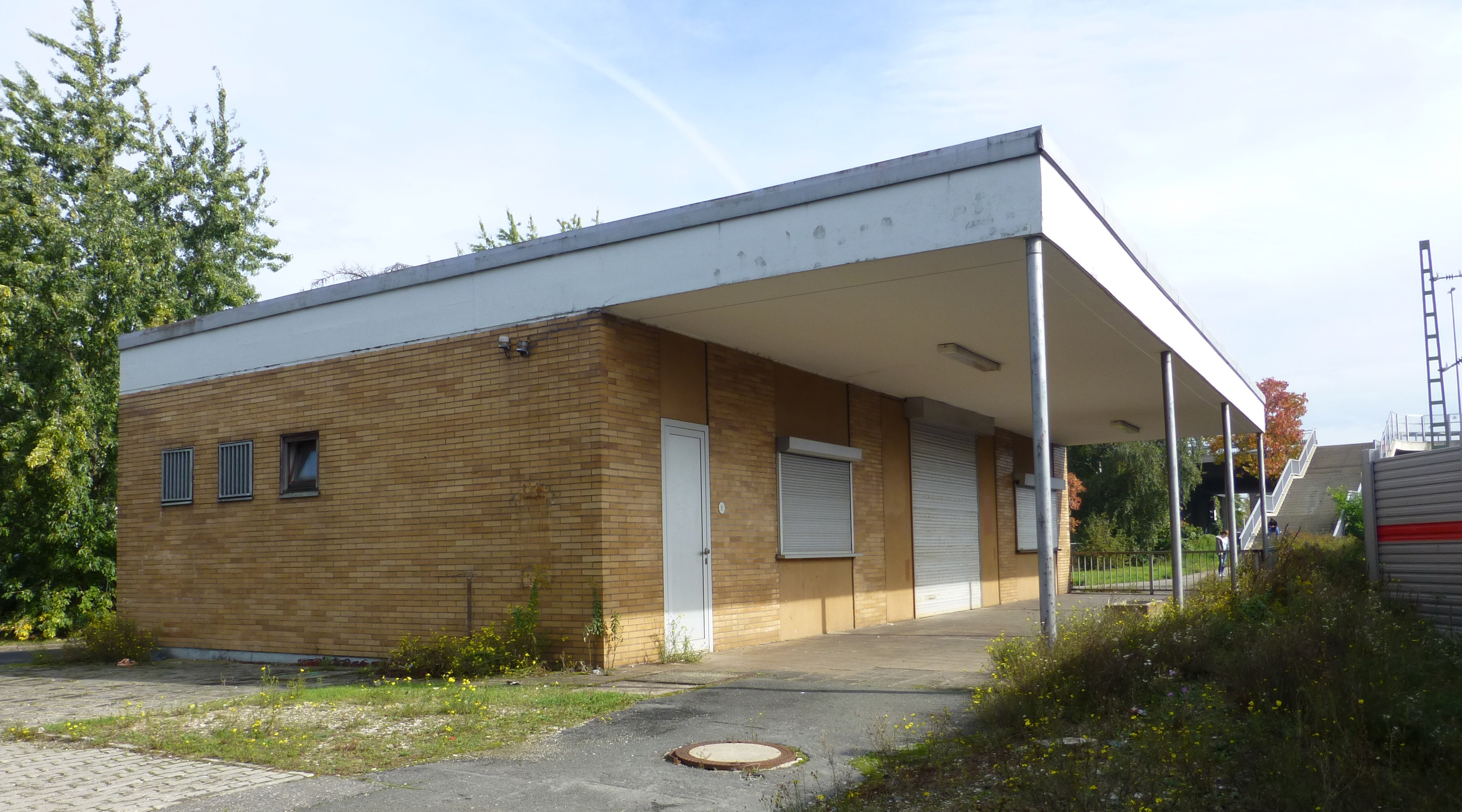
Bahnhof Neusündersbühl